# Antigodasa rufodiscalis
Antigodasa rufodiscalis là một loài bướm đêm trong họ Noctuidae.